# كي هونج لي
كي هونج لي (هانغل: 이기홍) هو ممثل كوري جنوبي، ولد في 30 سبتمبر 1986 في سول في كوريا الجنوبية.

## أعمال

### أفلام
- (2014) عداء المتاهة[4][5][6]
- (2015) تجربة سجن ستانفورد
- (2015)  تجارب السكورش
- (2017) ما تتمناه
- (2018)  علاج الموت[7]

### مسلسلات
- الحياة السرية لمراهقة أمريكية
- الفتاة الجديدة
- إن سي آي إس
- كيمي شميت القوية

## وصلات خارجية
- كي هونج لي على موقع IMDb (الإنجليزية)
- كي هونج لي على موقع ألو سيني (الفرنسية)
- كي هونج لي على موقع ميوزك برينز (الإنجليزية)
- كي هونج لي على موقع أول موفي (الإنجليزية)
- كي هونج لي على موقع قاعدة بيانات الأفلام السويدية (السويدية)
- كي هونج لي على موقع قاعدة بيانات الفيلم (الإنجليزية)
- كي هونج لي على موقع كينوبويسك (الروسية)